# Emilio Polli
Emilio Polli (* 10. April 1901 in Mailand; † 30. Januar 1983 ebenda) war ein italienischer Schwimmer.
Emilio Polli begann als Fünfjähriger mit dem Schwimmen. Er war 25 mal italienischer Meister und nahm 1926 an den ersten Schwimm-Europameisterschaften teil. In den Jahren 1924 und 1928 nahm er an den Olympischen Sommerspielen teil. In Paris wurde er Vierter mit der Staffel über 4 × 200 Meter Freistil. In Amsterdam wurde er 1928 Fünfter über die 100 Meter Freistil.
Nach dem Tod seines Vaters übernahm er die Lebensmittelfirma der Familie in Mailand.

## Auszeichnungen
Für seine Schwimmleistungen wurde Emilio Polli von Nationalen Olympischen Komitee Italiens mit dem Goldenen Stern für sportliche Verdienste und dem Collare d’Oro ausgezeichnet.